# Gerson Victalino
Gerson Victalino, né le 17 septembre 1959 à Belo Horizonte au Brésil et mort le 29 avril 2020 dans la même ville, est un joueur brésilien de basket-ball. Il évolue durant sa carrière au poste d'ailier.

## Palmarès
- Champion des Amériques, 1984 1988
- 3e du championnat des Amériques 1989, 1992
- Vainqueur des Jeux panaméricains de 1987
- Finaliste des Jeux panaméricains de 1983